# Miquel Real Antequera
Miquel Real Antequera (València, 1966) és un polític i professor d'institut valencià, ha estat co-portaveu d'Iniciativa del Poble Valencià (IdPV) de 2014 a 2022.
Llicenciat en Filologia Hispànica per la Universitat de València l’any 1989, l'any següent aprova les oposicions per ser professor de batxillerat i obté la plaça definitiva a l'Institut La Misericòrdia de València. El 2005 passa a exercir a l'Institut Rascanya on ha exercit de director del centre fins 2016.
En l'àmbit polític Miquel Real va militar des de la seua època d'estudiant en el Partit Comunista del País Valencià (PCPV) primer i en Esquerra Unida del País Valencià (EUPV) després. Durant aquest temps va dirigir la Joventut Comunista (secció jove del PCPV) de la mà de Mónica Oltra com a secretària d'organització. Després promourien les joventuts d'EUPV.
Més tard, l'any 2007, va impulsar de nou amb Mónica Oltra i altres dirigents d'EUPV, la nova formació política Iniciativa del Poble Valencià (IdPV) que apostava per la coalició amb el Bloc Nacionalista Valencià i els Verds-Esquerra Ecologista sota la marca Compromís amb que aconseguiren una important representació a les Corts Valencianes i participar en la formació d'un govern d'esquerres a la Generalitat Valenciana l'any 2015 després de 20 anys ininterromputs de mandat del Partit Popular (PP). Real va participar com a cap de gabinet de la vicepresidenta i consellera d'Igualtat Mónica Oltra entre el 2015 i el 2022, any en què Oltra va dimitir acosada pel cas d'uns abusos en un centre de menors. Mesos més tard Real també va ser encausat i citat a declarar per ajudar suposadament a l'encobriment de la consellera. Miquel Real va seguir de cap de gabinet de la nova vicepresidenta i consellera Aitana Mas fins que l'abril de 2023, mesos abans de les eleccions, va dimitir i deixà la política activa.
Miquel Real també ha estat entre el 2014 i el 2022 co-portaveu d'IdPV.